# Засядьвовк Артем Ігорович
Артем Ігорович Засядьвовк (нар. 20 травня 1983, Київ, УРСР) — український футболіст, півзахисник.

## Життєпис
Вихованець київського «Динамо». В Україні виступав за київський «Динамо-3» та алчевські «Сталь-2» та «Сталь-3».
У 2003 році Засядьвовк перейшов в ярославський «Шинник». За основний склад команди вперше зіграв лише через два роки після підписання контракту. Всього в Прем'єр-Лізі футболіст провів 7 матчів. У 2004 році українець зіграв за Ярославців 4 гри в розіграші Кубка Інтертото.
По завершенні кар'єри Артем Засядьвовк став українським футбольним агентом.